# Esmée Böbner
Esmée Böbner est une joueuse de beach-volley suisse née le 3 novembre 1999. Elle a participé aux Jeux olympiques d'été de 2024 à Paris avec sa coéquipière Zoé Vergé-Dépré, où elles ont été éliminées en quart de finale.